# Kakwani-Index
Der Kakwani-Index ist ein Disparitätsmaß, das nach dem Statistiker, Wirtschaftswissenschaftler sowie Ökonometriker Nanak Chand Kakwani benannt wurde.
Variationen des Kakwani-Index werden beispielsweise zur Berechnung von sozialer Ungleichheit in Gesundheitssystemen genutzt.
Für einige Berechnungen wird der Kakwani-Index auch in Kombination mit dem Gini-Koeffizient angewendet oder als Vergleichswert zu diesem präsentiert.

## Herleitung
Aus folgendem Term (vergleiche: Atkinson-Maß!):
{\displaystyle \mu ^{*}=U^{-1}\left[{\frac {1}{N}}\sum \limits _{i=1}^{N}U\left(x_{i}\right)\right]}
– wobei {\displaystyle \mu ^{*}} den Vektor des gleichverteilten Äquivalenzeinkommens (equally distributed equivalent income [vector]) darstellt, also die Höhe des gleichverteilten äquivalenten Einkommens angibt, ist Folgendes ersichtlich:
{\displaystyle M^{*}=\mu (1-A)\,.}
Für die zugrunde liegende Wohlfahrtsfunktion {\displaystyle i} folgt:
{\displaystyle W-NU\left(\mu ^{*}\right)+NU\{\mu (1-A)\}\,,}
welche eine monoton steigende Funktion von {\displaystyle u} und eine monoton fallende Funktion von {\displaystyle A} ist. Eine weitere Funktion mit diesen Eigenschaften, die allerdings folgendermaßen lautet:
{\displaystyle W-NU\left({\frac {\mu }{1+K}}\right)\,.}
Hierbei ist {\displaystyle K} ein Ungleichheitsmaß (dank Kakwani). Durch Hinzufügen der (sozialen) Wohlfahrtsfunktion erhält man:
{\displaystyle \mu ^{*}={\frac {\mu }{1+K}}}
und folglich:
{\displaystyle K={\frac {\mu }{\mu ^{*}}}-1\,,}
welches mit {\displaystyle A} in allen Beziehungen bis auf seine Sensitivität (Empfindlichkeit) auf Einkommensunterschiede im Vergleich zur Ungleichheit völlig übereinstimmt. Es ist anzumerken, dass {\displaystyle (1+K)} zu {\displaystyle (1-A)} reziprok ist.